# TV3
TV3 er det fælles navn for otte kommercielle og abonnementsbaserede tv-stationer ejet af mediekoncernen Viaplay Group. 
Kanalerne er rettet mod Danmark, Norge, Sverige, Finland, Letland, Litauen, Slovenien og Ungarn (dog er navnet helt præcist her Viasat 3). De sendes alle fra West Drayton, Middlesex i England, hvilket giver mulighed for at omgå reklamereglerne i særligt de nordiske lande. Det giver mulighed for at afbryde programmerne med reklamer og for at bringe reklamer målrettet mod børn. Til gengæld er de britiske regler for indholdet af selve programmerne strengere end de tilsvarende danske, hvilket betyder, at programmer med særligt indhold (f.eks. sex, vold mv.) er henvist til efter kl. 22 dansk tid.

## Historie
TV3 begyndte udsendelserne 31. december 1987 som en fælles-skandinavisk tv-kanal, og var dermed den første satellitkanal rettet mod et skandinavisk publikum. Kanalen var samtidig mange skandinavers første mulighed for at se reklamefinansieret tv på deres eget sprog. 
30. september 1990 blev kanalen opdelt i tre kanaler for hhv. Danmark, Sverige og Norge.
Søsterkanalen TV3+ blev oprettet 15. april 1996 i Danmark, hvor TV3 hurtigt var kommet til at stå stærkest blandt de skandinaviske lande, som følge af et ønske om bedre fodbolddækning i forbindelse med TV3s overtagelse af de danske TV-rettigheder til kampe i Superligaen. Den 23 marts 2009 fik TV3 endnu en søsterkanal med navnet TV3 Puls, hvor programprofilen står på sport, film, serier og livsstilsprogrammer til hele familien. TV3 Puls blev søsat, fordi TV3 og TV3+ tabte seere til de øvrige kanaler.
I 1993 startede TV3 jordbaserede tv-kanaler i Estland og Litauen. I 1998 etablerede man sig også i Letland, ved overtagelsen af den regionale tv-kanal, Channel 41, og i 2001 blev kanalen landsdækkende. TV3 udtrykte også i 90'erne at de gerne ville udsende TV3 gratis i Danmark via antenne tv. Med undtagelse af TV Viborg, et kortvarigt lokalt forsøg i Viborg i 1991, blev dette ønske dog aldrig opfyldt. TV3s konkurrenter SBS Broadcasting fik i 1997 til stor frustration lov til at udsende tv-kanalen TvDanmark på et landsdækkende netværk, og TV3 fik ikke lov at bygge et tilsvarende. Da tv-markeds situationen op igennem det nye årtusinde har ændret sig markant ønsker TV3 dog ikke længere at udsende på jordbaserede sendemaster. TvDanmark er for længst lukket og SBS der drev kanalen har i dag stiftet en række nye kanaler planlagt til at sende udelukkende på kabel og satellit. Det statsejede TV 2 har også fået lov til at sende udelukkende som betalingskanal fra 2012. TV3 har ligefrem frabedt sig at blive udsendt (som betalingskanal) via det nye Boxer TV, fordi der er en bedre forretning i at begrænse adgangen til kanalen og så styrke Viasats brand. 
TV3s indtægter stammer dels fra reklamer og hovedsageligt fra brugerbetaling hos seerne. Brugerbetalingen for TV3 og søsterkanalen TV3+ var i 2006 38,63 kr. pr. måned inkl. moms pr. husstand i en typisk antenneforening. I antenneforeninger og kabel-tv-net er betalingen ikke aftalt direkte mellem tv-stationen og den enkelte husstand. I stedet opkræves betaling hos samtlige de kunder, der har en kabel-tv-pakke, hvori kanalerne indgår ved kollektiv beslutning eller ved kabel-tv-virksomhedens afgørelse. Dermed sker der betaling såfremt blot TV3 indgår i kanalsammensætningen.

## Danske programmer
- Tak for Kaffe (1996)
- Hit Med Videoen (1990)
- Vildt forelsket (1995-1996)
- Fangerne på Fortet (1993-2000) (2009)
- Farmen (2003)
- Fear Factor (2002)
- Hvide løgne (1998-2000)
- Jagten på Ørkenguldet (2000)
- Knald Eller Fald (1993-1996)
- Kaos i opgangen (1997) 15 afsnit
- Paradise Hotel (2005-)
- Robinson Ekspeditionen (1998-)
- Stjerneskud (1995)
- Wivels TV-Vafler (2002)
- Rent fup (1996)
- 2900 Happiness (2007-2009)
- Big Brother Danmark (2007–2008)
- Lulu & Leon (2009)
- Med Kniven For Struben (2007-2012, 2016-)
- Gustav & Linse på udebane (2012)
- For lækker til KBH (2013)
- Familien fra Bryggen (2011-2021)
- Piratjagt (2012-2013)
- Divaer i junglen (2012-2013)
- For lækker til love (2011-2014)
- Jeg er en celebrity - få mig væk herfra! (2015)
- Ånderne vender tilbage
- Rædslernes nat (2015)
- Forsidefruer (2017-2022
- Pyramiden (1995-1997)
- Go' Morgen TV3 (1996-1997)
- SexOrama (1999-2000)

### Udenlandske serier
- Alletiders barnepige
- Scrubs
- The Simpsons
- Heksene fra Warren Manor
- One Tree Hill
- Smallville
- Sabrina skolens heks
- Horton-sagaen
- Prison Break
- NCIS
- Bones